# Orestias chungarensis
Orestias chungarensis là một loài cá thuộc họ Cyprinodontidae. Nó là loài đặc hữu của Chile.